# Pheidole taivanensis
Pheidole taivanensis är en myrart som beskrevs av Auguste-Henri Forel 1912. Pheidole taivanensis ingår i släktet Pheidole och familjen myror. Inga underarter finns listade i Catalogue of Life.